# Месолакија
Месолакија (грч. Μεσολακκιά) је насељено место у општини Амфипољ у периферији Средишња Македонија, Грчка. Према попису из 2021. године било је 7 становника.
Према бугарском географу и историчару, Василу Канчову, у Месолакији је 1900. године живело 1.400 Грка. Током Првог светског рата село је настрадало и већи део мештана је избегао, тако је после рата остало 260 житеља. После 1923. године насељено је 25 грчких избегличких породица, али се вратио и део избеглих породица. На попису из 1928. године Месолакија је имала 677 становника. Шездесетих година 20. века за мештане Месолакије је подигнуто насеље Нова Месолакија, где се део становништва преселио, те је 1981. године остало само пет мештана. Село се раније звало Локвица.
У Месолакији је рођена мајка румунског тренера и бившег фудбалера Георгија Хађија.